# Club Tahar Haddad
El Club Tahar Haddad es un centro cultural creado en 1974 ubicado en la medina de Túnez en los antiguos establos del palacio Dar Lasram. Ha tenido un papel histórico como símbolo de la modernidad por la que apostó el presidente Burguiba. En los años 80 albergó un club para mujeres activistas donde se debatió sobre derechos de las mujeres y feminismo.

## Historia
El Club Cultural Tahar fue creado en 1974 y lleva el nombre del intelectual reformista Tahar Haddad (1899-1935) especialmente conocido por su defensa de los derechos de las mujeres. Su primera directora fue la periodista y escritora Jalila Hafsia. El club fue inaugurado por el presidente Burguiba.
Desde su origen ha tenido un papel fundamental en el panorama cultural tunecino con actividades y talleres de diferentes disciplinas. Es también un punto de encuentro histórico para la reflexión y el activismo feminista. El centro solía albergar un club para mujeres activistas en los años 80.
Después de la independencia, el Ministerio de Cultura de Túnez tenía como objetivo revivir y dar forma a la Medina. La reintroducción de los monumentos históricos como clubs o centros culturales ayudó a remodelar las formas tradicionales de eventos culturales. 
Era un almacén y un establo anexo al antiguo palacio de Dar Lasram, que data de 1812; hoy es el destino de personas que buscan arte y cultura.

## Interior del Club Tahar Haadad

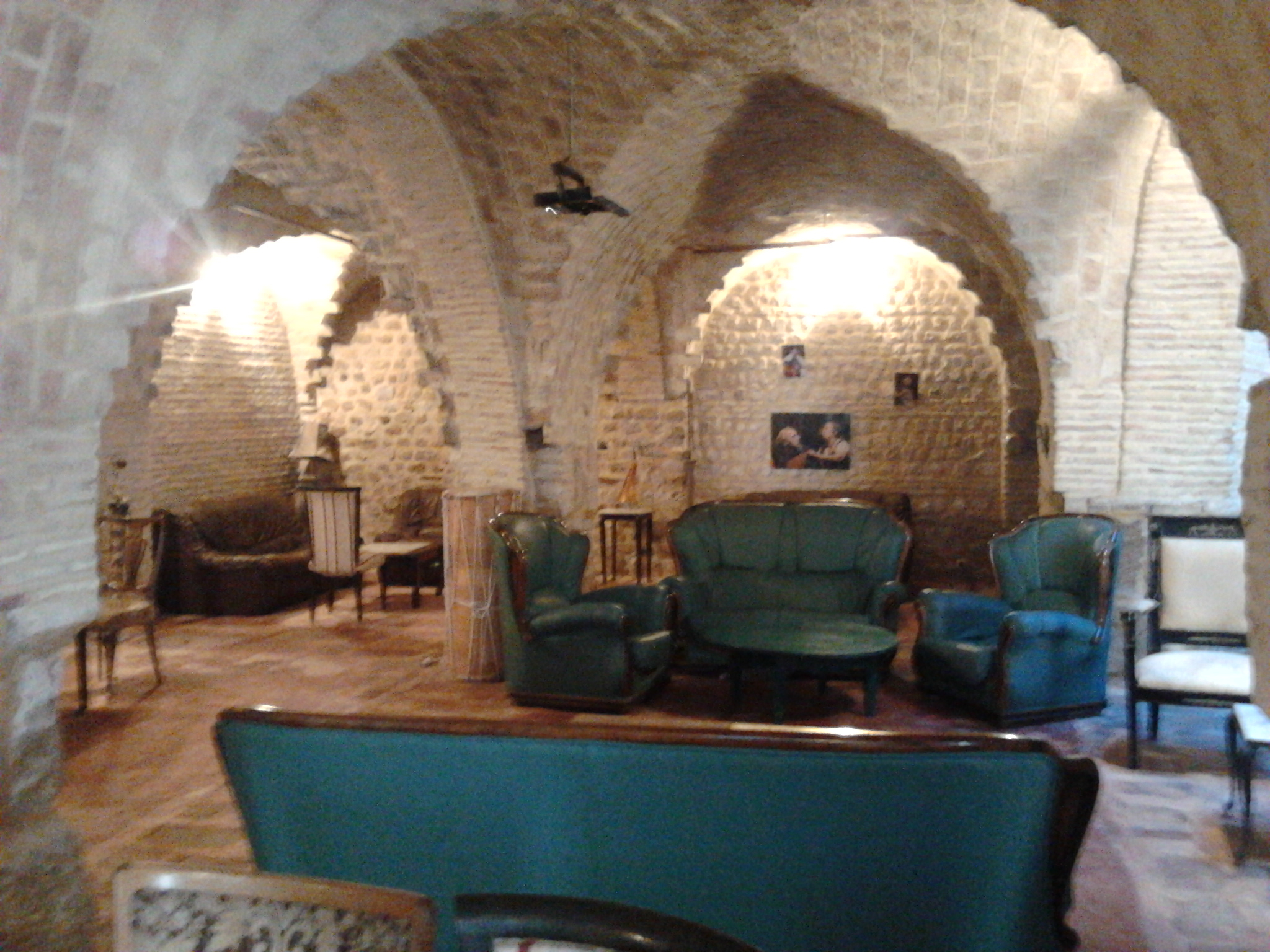
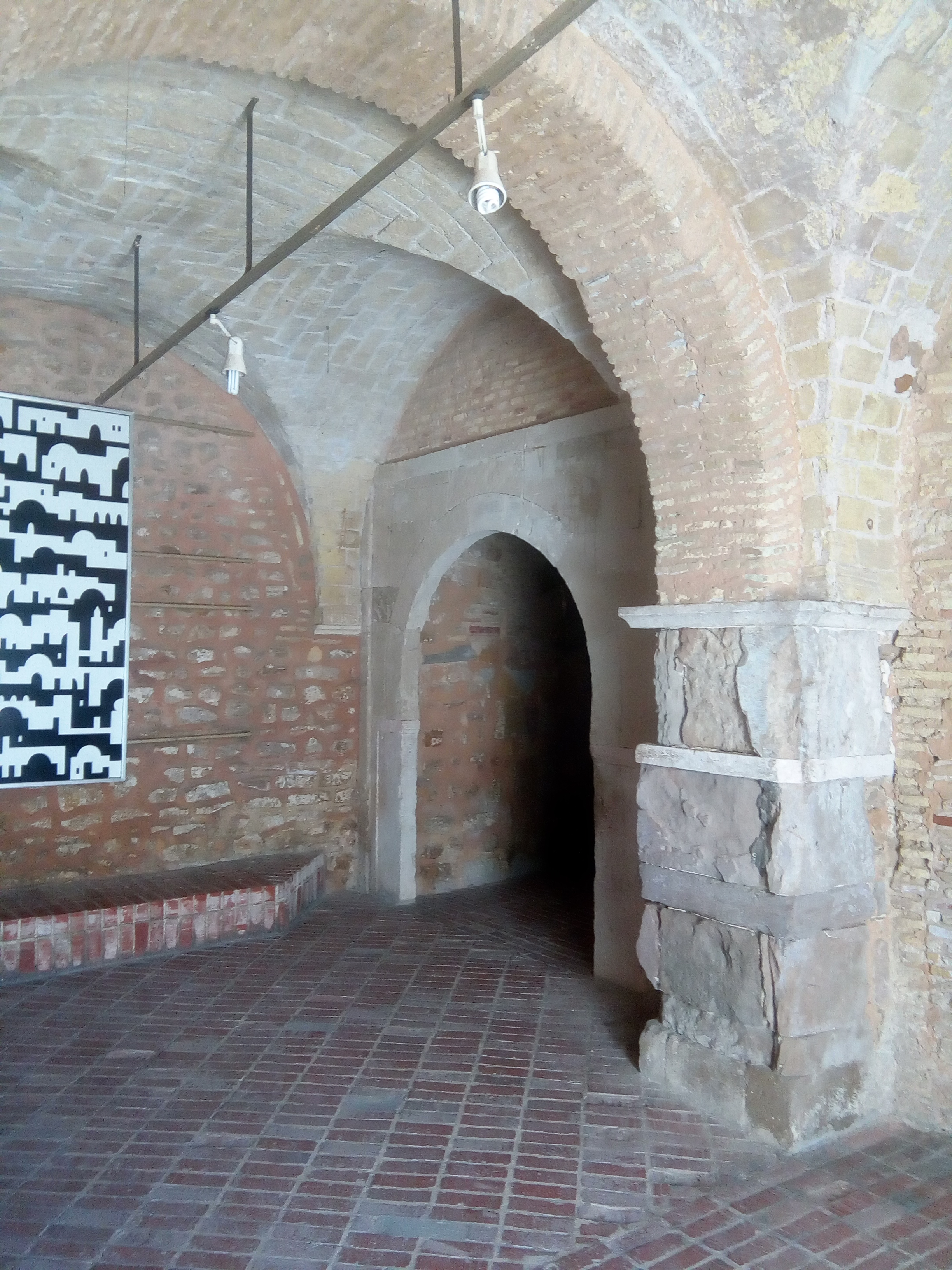